# 360p
Na comunicação e arte, o 360p (640 x 360) é um tipo de resolução de imagem de um formato de vídeo. Onde o número 360 representa 360 linhas horizontais de resolução vertical, enquanto a letra p denota uma varredura progressiva. É considerado um formato de EDTV.
O uso do termo pressupõe geralmente um formato widescreen 16:9, o que implica uma resolução horizontal de 640 pixels e vertical de 360 pixels, num quadro de 640×360 equivalendo a uma resolução com 230 400 pixels no total (0,2MP). A frequência em hertz de quadros por segundo pode-se deduzir pelo contexto ou ser especificada a seguir à letra p, por exemplo, 360p30, significando 30 hertz.